# 丸美屋 (百貨店)
丸美屋（まるみや）は、青森県八戸市に出店していた日本の百貨店である。

## 歴史・概要

### 地元出資による開業
八戸市周辺の地元住民の間から百貨店開設の要望が高まり、地元の主力産業であった漁業関係者を中心にして地元新聞社の社長らも出資して資本金2000万円で「株式会社丸美屋」を設立したのが始まりである。
この「丸美屋」という名称は公募で決定しており、社長には地元の資本家である中島石蔵が就任した。
また、商品の仕入れ面などについては岩手県盛岡市の百貨店川徳の支援を受ける形をとった。
こうした経緯を経て、1951年（昭和26年）12月13日に八戸市の十三日町の南部貨物自動車の跡に八戸では初めての百貨店を開業した。
初日から多数の買い物客が訪れるなど地元住民には歓迎されたが、この開店に危機感を持った地元商店が対抗して合同セールを行うなど激しい商戦を巻き起こすことになった。
日本の百貨店は、呉服店が品揃えや店舗を拡大する形で発展して百貨店化する場合と、鉄道会社が母体となって開設する場合が多く、当店の様な形で開業したのは非常に珍しい事例であった。

### 発展と競合店の誕生
三萬（ユニバースの前身)が拡張して百貨店とする申請を1960年（昭和35年）に行って百貨店を開き、1964年（昭和39年）に青森市の百貨店カネ長武田が進出するなど八戸の百貨店は三つ巴の争いとなった。
しかし、1965年（昭和40年）には売上高5.3億円を記録し、三萬の3.5億円、カネ長武田八戸店の3.2億円に大きな差を付けて地域一番店の座を維持し続けた。
もっとも、最盛期に年間売上高約8億円に達した地域一番店であったものの、地元八戸市の小売業販売額全体に占める割合は約3%と他の地方百貨店と比べてもかなり低い水準にとどまっており、大規模小売店としての営業を十分に行えていなった面があったとされている。
八戸の経済界の再編に伴い1967年（昭和42年）から売上が減少に転じ、1968年（昭和43年）6月28日に仙台の百貨店丸光(現さくら野百貨店)と東京の月賦百貨店緑屋が丸美屋を大きく上回る売場面積の店舗を開設して競合が激化するなど当店のある八戸市の小売業界は急速に変化することになった。
このうち丸光の目標売上高は約40億円とされ、当店の約8億円の約5倍という高いものであった。
当店は、この八戸市外の資本による大型店の進出に対抗するため、創業時から協力関係にあった「川徳」の支援を受けると共に、隣接地約1,000m2を取得して増床を目指すなど営業力強化によって対抗しようとした。
ところが、売上が前年度の年間約8億円ペースから約5億円ペースへ急激に落ち込み、1969年（昭和44年）2月決算で2780万円の大幅な赤字に転落した。
その結果、競合対策としての増床に向けて取得した用地買収費や運転資金確保などで負債が膨らんで約5億円に達するなど経営状況は急速に悪化することになった。
翌年に控えた長崎屋（1970年（昭和45年）11月6日開業）の進出を考えると更なる投資を行って再建しようとしても採算が合わないとして1969年（昭和44年）11月13日に閉店し、同月15日に倒産することとなった。
会社清算中の1970年（昭和45年）3月20日に東奥日報が報じた通り、当店は隣接していた衣料品店三春屋により買収され、同店が増床して百貨店を開業した。